# خوسيه لوريل الثالث
خوسيه لوريل الثالث هو دبلوماسي فلبيني، ولد في 27 أغسطس 1914، وتوفي في 11 مارس 1998.